# Pálfy Margit
Pálfy Margit Pálfy Eliz (Devecser, 1954. szeptember 14. –) magyar színésznő, előadóművész.

## Életpályája
Devecserben született Pálfy Erzsébetként, 1954. szeptember 14-én. Édesapja bányász, édesanyja varrónő volt. Szülei válása után édesanyjával maradt. Veszprémi gimnazistaként, pár száz forintért megváltozta a keresztnevét, ezért lett hivatalosan is Eliz. Kezdetben beaténekes akart lenni, ötórai teákon lépett fel. Színi tanulmányait a veszprémi Aréna színjátszó csoportban kezdte 1975-ben, 1976-tól a Veszprémi Petőfi Színházban is szerepelt. Színművészeti főiskolára nem vették fel, a soproni óvónőképzőt végezte el. 1977–től a Nemzeti Színház Stúdiójának hallgatója volt. 

„Egyszer, az óvónőképzőbe eljött Dinnyés Jóska. Megzenésített verseket mondott, s az egyik különösen megtetszett. Ki írta a Sanzont? Szécsi Margit. Rohantam a könyvtárba, kihoztam az összes Szécsi-kötetet, s hogy meg is tarthassam, azt hazudtam, mind elveszítettem. Mert azokban a versekben önmagamat ismertem föl… össze is állítottam egy műsort: A látható embert. Az estre Szécsi Margit is eljött, ott ült az első sorban, kis szája fülig ért, s amikor egy év múlva a pesti Angelica kávéházban szerzői estre kérték, hozzám ragaszkodott, hogy én mondjam el a verseit. Jaj, annyira izgultam. Mondtam a mosdóban, meghalok, Szécsi meg azt, aranyom, én bízom benned. A közönség soraiban ott ült Nagy László, Szécsi Margit férje, meg fiuk, András, és Jancsó Adrienne is, aki az est után azt mondta, tegyem már le az előadóművészi vizsgát. És fölkerültem Pestre, a Nemzeti Színház stúdiójába…”

Szécsi Margit tiszteletére felvette a Margit keresztnevet:

„a Margit nevet is miatta vettem föl, és amikor 1979-ben azt mondta, válasszál: Orsolya leszel vagy Margit, én boldogan választottam a Margitot.”

1979-től, 1987-től és 1993-tól szabadfoglalkozású előadóművészként szerepelt. Közben 1983-tól 1987-ig a Békés Megyei Jókai Színházhoz szerződött, 1989-től 1993-ig a debreceni Csokonai Színház tagja volt. Önálló estjeivel Salzburgban, Genfben és az Amerikai Egyesült Államokban is fellépett.

## Színházi szerepeiből
- Carlo Goldoni: A fogadósné... Dejanira
- Anton Pavlovics Csehov: A sirály... Polina
- Lope de Vega: A kertész kutyája... Diana
- George Bernard Shaw: Warrenné mestersége... Warrenné
- Tennessee Williams: Orfeusz alászáll... Carol
- Friedrich Dürrenmatt: A fizikusok... Martha Boll
- Noël Coward: Vidám kísértet... Violet
- Jevgenyij Lvovics Svarc: Az árnyék... Lujza hercegkisasszony
- Iszaak Oszipovics Dunajevszkij: Szabad szél... Paulette márkinő
- Paavo Liski: Kalevala... Ég tündére
- Ugo Betti: Bűntény a Kecskeszigeten... Pia
- Bródy Sándor: A medikus... Rubin Riza
- Heltai Jenő: A néma levente... Gianetta; Zilia
- Szomory Dezső: Hermelin... Maltinszky Manci
- Zilahy Lajos: A tábornok... Drugeth grófnő
- Örkény István: Forgatókönyv... Nánási Piri
- Spiró György: Csirkefej... nő
- Székely János: Irgalmas hazugság... Ágnes

## Önálló estjei
- Kiss Anna: Macskaprémkalapos hölgy (monodráma)
- Különvonatban (Erzsébet királyné „Sissy” versei)
- "Színdbád hazamegy" – Márai Sándor költeményei 4 tételben
- Valaki önarcképe (Kondor Béláról)
- Madár-e az denevér (Szécsi Margit versei)
- Ez a nyár 1968. (Hervay Gizella és Szilágyi Domokos versei)
- "Annak aki szeret"
- Kussoltat a sors... (Latinovits Zoltán emlékére – Ady Endre, Alföldi Jenő, Csoóri Sándor, Csurka István, Déry Tibor, József Attila, Juhász Ferenc, Nagy László, Simonyi Imre, Utassy József, Veress Miklós, Zelk Zoltán és Zombor Béla versei)

## Könyvek róla
- A versmondás Piafja: Pálfy Margit (Antológia Kiadó, 2019) ISBN 9786155862212
- Pálfy Margit pódiumestjei. Jelentés a szívdobogásról II. "...tündökölte, ami nagyon fájt,..."; MBKKE, Pilisvörösvár, 2023

## Lemezei
- Virrasztunk
- Valaki önarcképe

## Video
- Ember-énekű Ember

## Filmes és televíziós szerepei
- A hónap versei
- Vers mindenkinek
- Regősénekek (Karácsonyi műsor)
- A titkok nagyasszonya: Sisi (1996)

## Díjai, elismerései
- Pro-Comitatue-díj
- Magyar Érdemrend lovagkeresztje, polgári tagozat (2014)